# Храновњица
Храновњица (слч. Hranovnica) насељено је мјесто са административним статусом сеоске општине (слч. obec) у округу Попрад, у Прешовском крају, Словачка Република.

## Становништво
| Година:    | 1994. | 2004.    | 2014.    | 2024.   |
| ---------- | ----- | -------- | -------- | ------- |
| Број људи: | 2201  | 2570     | 2998     | 3248    |
| Разлика:   |       | +16,76 % | +16,65 % | +8,33 % |

| Година:    | 2023. | 2024.   |
| ---------- | ----- | ------- |
| Број људи: | 3226  | 3248    |
| Разлика:   |       | +0,68 % |

Према подацима о броју становника из 2021. године насеље је имало 3193 становника.